# Avro 626
De Avro 626 is een Brits dubbeldekker-lesvliegtuig gebouwd door Avro. De 626 vloog voor het eerst in 1930. Er zijn zo’n 198 stuks van dit toestel geproduceerd. De machine werd ook in licentie gebouwd bij Tatra in het toenmalige Tsjechoslowakije.

## Beschrijving
De Avro 626 werd speciaal ontworpen als lesvliegtuig voor diverse functies. Het vliegtuig was gemakkelijk uit te rusten voor specifieke trainingstaken zoals verkenning, navigatie, nachtvliegen, fotomissies, bombarderen en training met boordwapens. Het was vooral bestemd voor exportmarkten en het toestel in door veel landen in gebruik genomen. Het bleef tot 1939 in productie.

### Versies
- Avro 626: Tweezitsvliegtuig, bruikbaar voor meerdere doeleinden.
- Avro Perfect: De legerbenaming voor de 626.
- Avro 637: Bewapende patrouilleversie van de 626.
- Tatra T-126: Versie gebouwd door Tatra en uitgerust met een Avia Rk-17.

## Gebruikers
- Argentinië
- België
- Brazilië
- Canada
- Chili
- China
- Egypte
- Estland
- Griekenland
- Groot-Brittannië
- Ierland
- Litouwen
- Nieuw-Zeeland
- Oostenrijk
- Portugal
- Spaanse Republikeinen
- Tsjechoslowakije